# Улица Шишкова (Томск)
У́лица Шишко́ва — улица в Томске. Пролегает от Загорной улицы до пешеходного моста через реку Ушайку.

## История
Возникла на правом берегу реки Ушайка, в заболоченной местности (исторический район «Болото»). Название Акимовская, предположительно, связано с местным домовладельцем Михаилом Абрамовичем Акимовым.
В 1860-х годах на улице Н. Севриковым была открыта гостиница «Город Рига». В доме купца С. С. Валгусова (д. 34) действовало Воскресенское женское училище, на улице работали школа обучения письму на пишущих машинках (д. 1), бани, ресторан «Байкал», магазины, меблированные комнаты, пивные лавки, публичные дома.

## Новая история
В 1925 году улица переименована в Крестьянскую — сюда переместился Дом крестьянина (объединивший гостиницу, столовую и дом культуры).
В 1953 году улица была названа в честь известного писателя В. Я. Шишкова. Писатель любил Томск, где, по его собственному признанию, провёл 20 лучших лет своей жизни (1894—1915), из которых четыре года, с 1911 по 1915 год, прожил на этой улице.
На территории усадьбы, где стоял дом № 12, в котором жил В. Я. Шишков, 31 января 2008 года открыт существующий на общественных началах Литературный музей при областном Доме искусств. Куратор — доктор филологических наук Николай Валентинович Серебренников. Доступ для посещения и научной работы бесплатный.

## Достопримечательности

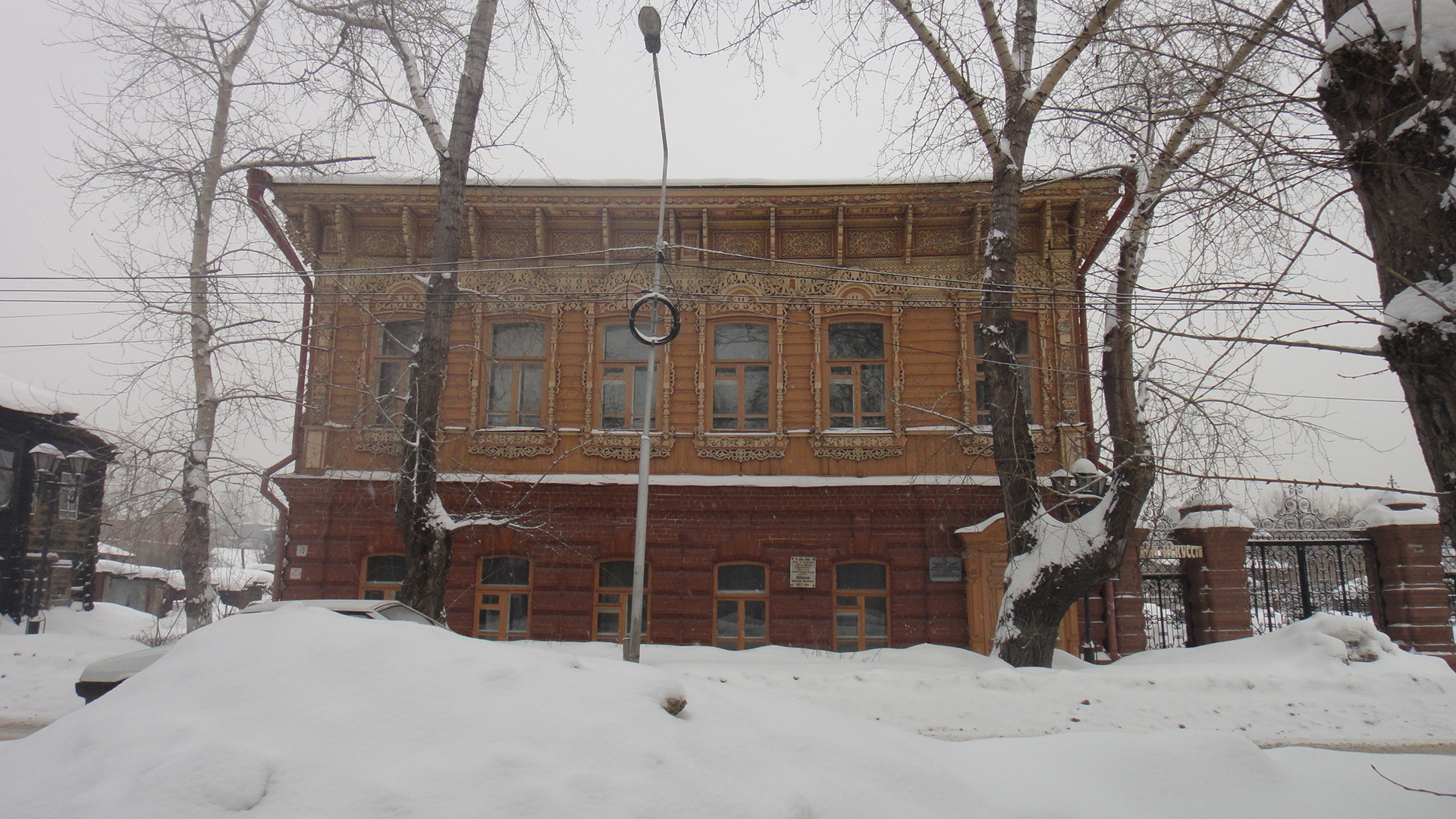
д.10 — «Дом Шишкова»

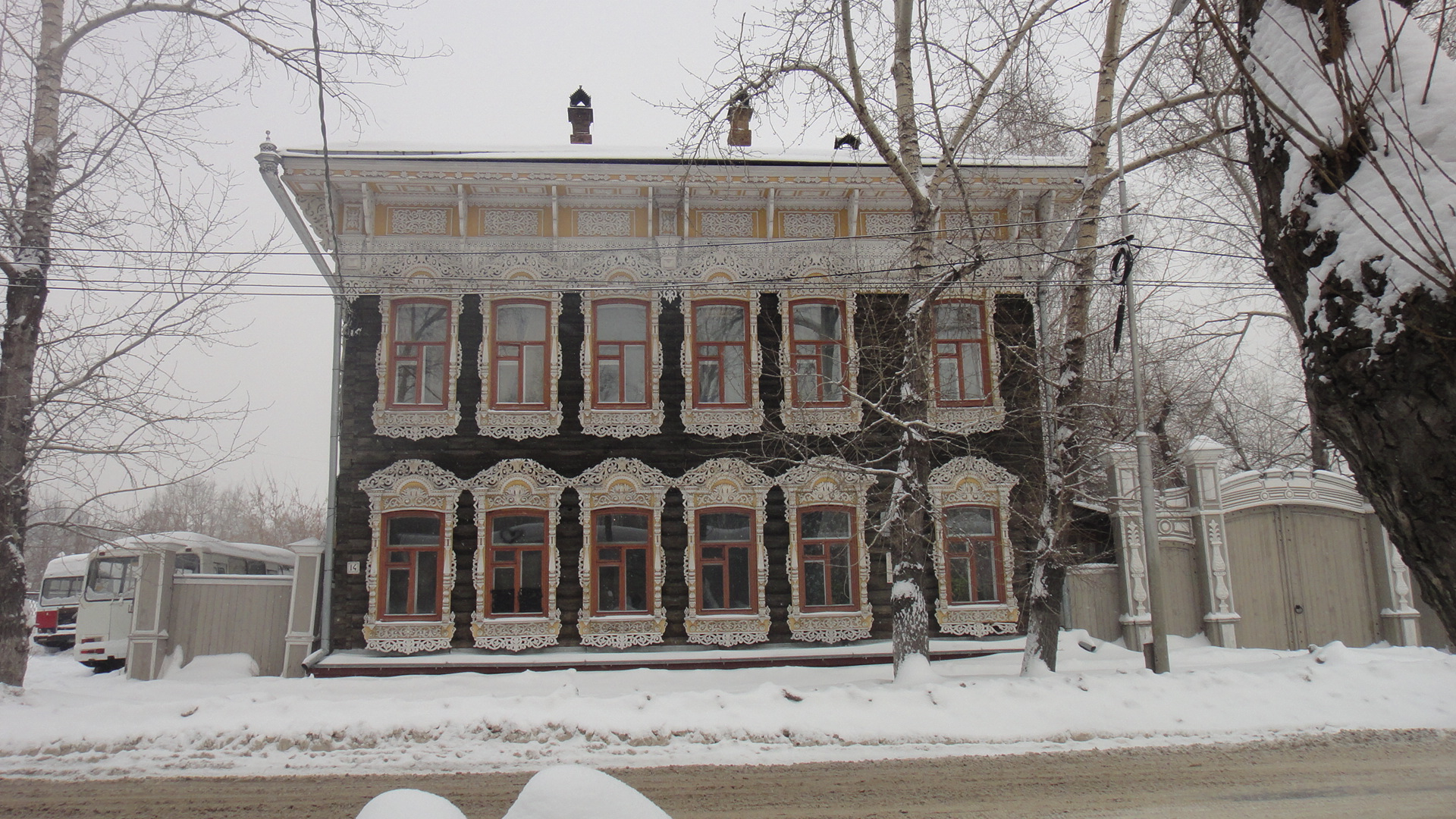
д. 14

д. 10 — Дом В. Я. Шишкова,  федерального значения. Мемориальная доска В. Я. Шишкову
д. 14 — Жилой дом (1917),  федерального значения

## Исторические казусы
«На Болоте по Акимовской улице вывешены в мясных лавках снаружи коровьи головы. Подобная реклама представляет собой неприятное зрелище для проходящих и едва ли не делает ущерб самим мясоторговцам» (1903 г.).